# Morti nel 1925
| Questa pagina contiene informazioni ricavate automaticamente dalle voci biografiche con l'ausilio del template Bio e di un bot. L'aggiornamento è periodico e automatico e ricostruisce completamente la pagina. Se manca una persona in questa lista, sei pregato di non aggiungerla, ma accertati piuttosto che la sua voce biografica contenga il template Bio e che i dati anagrafici siano correttamente compilati. Se il template Bio manca, inseriscilo tu stesso o, in alternativa, metti l'avviso {{tmp\|Bio}} che ne segnala la mancanza. Se i dati riportati sono sbagliati, correggi direttamente la voce biografica; le modifiche saranno visibili in questa lista entro pochi giorni. Per chiarimenti vedi il progetto biografie. La lista contiene solo le 600 persone che sono citate nell'enciclopedia e per le quali è stato implementato correttamente il template Bio. Pagina aggiornata al 18 ago 2025. |

## Gennaio(53)
- 1º gennaio - Georg Mühlberg, pittore, disegnatore e illustratore tedesco (n. 1863)
- 2 gennaio - Jean Bergonie, medico francese (n. 1857)
- 3 gennaio - James Hoge Tyler, politico statunitense (n. 1846)
- 4 gennaio - Elisabeth von Heyking, scrittrice tedesca (n. 1861)
- 6 gennaio - Guido Biagi, bibliotecario, scrittore e storico italiano (n. 1855)
- 6 gennaio - Fred Hibbard, regista, sceneggiatore e attore rumeno (n. 1894)
- 6 gennaio - Ferdinand Löwe, direttore d'orchestra austriaco (n. 1865)
- 6 gennaio - Rafaela Porras y Ayllón, religiosa spagnola (n. 1850)
- 7 gennaio - Marco Sbriziolo, chimico italiano (n. 1855)
- 8 gennaio - George Bellows, pittore e illustratore statunitense (n. 1882)
- 8 gennaio - Fernand Sanz, pistard e pugile francese (n. 1881)
- 10 gennaio - Adolph Strümpell, neurologo tedesco (n. 1853)
- 11 gennaio - Halvard Hoff, attore e cantante norvegese (n. 1884)
- 12 gennaio - Julius Oscar Brefeld, botanico e micologo tedesco (n. 1839)
- 12 gennaio - Antonio Ursino Recupero, politico e mecenate italiano (n. 1853)
- 14 gennaio - Raffaele Armenise, pittore e incisore italiano (n. 1852)
- 14 gennaio - Camille Decoppet, politico svizzero (n. 1882)
- 14 gennaio - Giuseppe Donati, musicista italiano (n. 1836)
- 14 gennaio - Attilio Simonetti, pittore e antiquario italiano (n. 1843)
- 15 gennaio - William Whitaker, chimico e geologo inglese (n. 1836)
- 16 gennaio - Gaetano Falconi, imprenditore e politico italiano (n. 1851)
- 16 gennaio - Tommaso Juglaris, pittore italiano (n. 1844)
- 16 gennaio - Aleksej Nikolaevič Kuropatkin, generale russo (n. 1848)
- 16 gennaio - Gaetano Meo, artista e modello italiano (n. 1849)
- 16 gennaio - Jules Antoine Ronjat, filologo e linguista francese (n. 1864)
- 17 gennaio - Francesco Compagna, politico italiano (n. 1848)
- 17 gennaio - Pietro Frugoni, avvocato e politico italiano (n. 1847)
- 17 gennaio - Ottorino Manni, giornalista e scrittore italiano (n. 1880)
- 18 gennaio - Giovanni Battista, pittore italiano (n. 1858)
- 18 gennaio - Vittorio Cottafavi, politico italiano (n. 1862)
- 18 gennaio - Charles Lanrezac, generale francese (n. 1852)
- 18 gennaio - John Ellis McTaggart, filosofo inglese (n. 1866)
- 19 gennaio - Maria Sofia di Baviera, regina (n. 1841)
- 21 gennaio - Maurice Loutreuil, pittore francese (n. 1885)
- 22 gennaio - Fanny Bullock-Workman, geografa, cartografa e scrittrice statunitense (n. 1859)
- 23 gennaio - Stefano Scarampella, liutaio italiano (n. 1843)
- 23 gennaio - Frederick A. Thomson, regista, attore e sceneggiatore canadese (n. 1869)
- 24 gennaio - Adele Bloch-Bauer, socialite austriaca (n. 1881)
- 24 gennaio - Wilton Taylor, attore statunitense (n. 1869)
- 25 gennaio - Aleksandr Vasil'evič Kaul'bars, generale e esploratore russo (n. 1844)
- 25 gennaio - Florestano de Larderel, nobile, imprenditore e politico italiano (n. 1848)
- 26 gennaio - Claud Hamilton, politico britannico (n. 1843)
- 26 gennaio - Louis Havet, filologo francese (n. 1849)
- 26 gennaio - James Mackenzie, fisiologo e cardiologo scozzese (n. 1853)
- 26 gennaio - Jean Léo Testut, medico e anatomista francese (n. 1849)
- 27 gennaio - Francis Grenfell, I barone Grenfell, generale britannico (n. 1841)
- 27 gennaio - Friedrich von Hügel, teologo e scrittore austriaco (n. 1852)
- 28 gennaio - Friedrich Siebenrock, zoologo austriaco (n. 1853)
- 29 gennaio - Sabin Woolworth Colton, imprenditore statunitense (n. 1847)
- 30 gennaio - Jim Driscoll, pugile gallese (n. 1880)
- 30 gennaio - Antoine Alfred Agénor de Gramont, XI Duca di Gramont, nobile francese (n. 1851)
- 31 gennaio - Cesare Algranati, giornalista italiano (n. 1865)
- 31 gennaio - Ulrich Wille, generale svizzero (n. 1848)

## Febbraio(52)
- 1º febbraio - Georg Ledderhose, chirurgo tedesco (n. 1855)
- 2 febbraio - Antti Aarne, scrittore finlandese (n. 1867)
- 2 febbraio - Jaap Eden, pattinatore di velocità su ghiaccio e pistard olandese (n. 1873)
- 3 febbraio - Eduard Gebhardt, pittore tedesco (n. 1838)
- 3 febbraio - Oliver Heaviside, matematico, fisico e ingegnere britannico (n. 1850)
- 3 febbraio - Friedrich Katzer, geologo e mineralogista austriaco (n. 1861)
- 3 febbraio - Edward Scofield, politico e militare statunitense (n. 1842)
- 4 febbraio - Marie Jaëll, pianista, compositrice e pedagoga francese (n. 1846)
- 4 febbraio - Robert Koldewey, archeologo tedesco (n. 1855)
- 4 febbraio - Ernesto Vespignani, presbitero e architetto italiano (n. 1861)
- 5 febbraio - Georges Victor-Hugo, pittore e velista francese (n. 1868)
- 7 febbraio - Carlo Cainelli, incisore e pittore italiano (n. 1896)
- 7 febbraio - Karl Oswald Victor Engler, chimico tedesco (n. 1842)
- 8 febbraio - Arthur Heffter, chimico e farmacologo tedesco (n. 1859)
- 8 febbraio - Edward Penfield, pittore, illustratore e pubblicitario statunitense (n. 1866)
- 8 febbraio - Pierre-Louis Vescoz, prete, giornalista e naturalista italiano (n. 1840)
- 9 febbraio - Andrea Glavina, politico e scrittore italiano (n. 1881)
- 10 febbraio - Paolo Emilio Bergamaschi, arcivescovo cattolico italiano (n. 1843)
- 10 febbraio - Aristide Bruant, cantautore e cabarettista francese (n. 1851)
- 11 febbraio - Edgar Demange, avvocato francese (n. 1841)
- 12 febbraio - Cyril Genik, politico ucraino (n. 1857)
- 13 febbraio - Cesare Ciani, pittore italiano (n. 1854)
- 14 febbraio - Amédée Galzin, micologo e veterinario francese (n. 1853)
- 14 febbraio - Jacques Rivière, critico letterario, pubblicista e romanziere francese (n. 1886)
- 16 febbraio - John Brodie, calciatore inglese (n. 1862)
- 16 febbraio - James McCall, calciatore scozzese (n. 1865)
- 16 febbraio - Albert Rockwell, inventore, filantropo e imprenditore statunitense (n. 1862)
- 16 febbraio - Enrico Thovez, critico letterario, poeta e pittore italiano (n. 1869)
- 17 febbraio - Ignacio Andrade, politico venezuelano (n. 1839)
- 17 febbraio - Julius Hirschberg, oculista tedesco (n. 1843)
- 18 febbraio - Félix Alcan, editore francese (n. 1841)
- 18 febbraio - James Lane Allen, scrittore statunitense (n. 1849)
- 19 febbraio - Michail Osipovič Geršenzon, storico e critico letterario russo (n. 1869)
- 20 febbraio - Marco Enrico Bossi, compositore e organista italiano (n. 1861)
- 20 febbraio - Pierino Negrotto Cambiaso, politico italiano (n. 1867)
- 21 febbraio - Zacharie Baton, calciatore francese (n. 1886)
- 21 febbraio - Fernando De Lucia, tenore italiano (n. 1860)
- 21 febbraio - Raymond Havemeyer, golfista statunitense (n. 1884)
- 21 febbraio - Jean-André Rixens, pittore francese (n. 1846)
- 23 febbraio - Sam Berger, pugile statunitense (n. 1884)
- 23 febbraio - Joel Hastings Metcalf, astronomo statunitense (n. 1866)
- 23 febbraio - Thomas Edward Thorpe, chimico britannico (n. 1845)
- 23 febbraio - James H. Wilson, generale statunitense (n. 1837)
- 24 febbraio - Deiva De Angelis, pittrice italiana (n. 1884)
- 24 febbraio - Alois Mrštík, scrittore e drammaturgo ceco (n. 1861)
- 25 febbraio - Alessandro Guarracino, avvocato e politico italiano (n. 1860)
- 25 febbraio - Camille Ournac, politico francese (n. 1845)
- 26 febbraio - Louis Feuillade, regista e sceneggiatore francese (n. 1873)
- 27 febbraio - Glikerija Nikolaevna Fedotova, attrice russa (n. 1846)
- 27 febbraio - Charles Tatham, tennista britannico (n. 1864)
- 28 febbraio - Friedrich Ebert, politico tedesco (n. 1871)
- 28 febbraio - Imre Rokken, calciatore ungherese (n. 1903)

## Marzo(53)
- 1º marzo - Ubaldo Comandini, avvocato, pubblicista e politico italiano (n. 1869)
- 1º marzo - Oskar Lenz, geologo, mineralogista e esploratore tedesco (n. 1848)
- 1º marzo - Adolf von Steiger, avvocato, giudice e politico svizzero (n. 1859)
- 2 marzo - Ernesto Celli, calciatore argentino (n. 1894)
- 2 marzo - William A. Clark, politico e banchiere statunitense (n. 1839)
- 2 marzo - Luigi Gurakuqi, scrittore e politico albanese (n. 1879)
- 3 marzo - Agustín de Iturbide y Green, nobile e politico messicano (n. 1863)
- 4 marzo - Moritz Moszkowski, compositore e pianista polacco (n. 1854)
- 4 marzo - Roger de Barbarin, tiratore a volo francese (n. 1860)
- 5 marzo - Clément Ader, ingegnere, inventore e pioniere dell'aviazione francese (n. 1841)
- 5 marzo - Johan Jensen, matematico e ingegnere danese (n. 1859)
- 5 marzo - Fabrizio Plutino, prefetto, patriota e politico italiano (n. 1837)
- 5 marzo - Michel Verne, scrittore francese (n. 1861)
- 7 marzo - Arvid Knöppel, tiratore a segno svedese (n. 1867)
- 7 marzo - Georgij Evgen'evič L'vov, politico russo (n. 1861)
- 8 marzo - Faustino Míguez González, presbitero spagnolo (n. 1831)
- 8 marzo - Vittorio Savorini, storico italiano (n. 1851)
- 9 marzo - Federico Guglielmo di Prussia, nobile prussiano (n. 1880)
- 9 marzo - George Field, attore statunitense (n. 1877)
- 9 marzo - Eugen Geinitz, geologo e mineralogista tedesco (n. 1854)
- 9 marzo - Willard Metcalf, pittore statunitense (n. 1858)
- 10 marzo - John Fillmore Hayford, ingegnere e geodeta statunitense (n. 1868)
- 10 marzo - Meyer Prinstein, lunghista, triplista e velocista statunitense (n. 1878)
- 11 marzo - Andreas Hallén, direttore d'orchestra e compositore svedese (n. 1846)
- 12 marzo - Arkadij Timofeevič Averčenko, scrittore e commediografo russo (n. 1881)
- 12 marzo - Sun Yat-sen, politico cinese (n. 1866)
- 13 marzo - Maffeo Barberini Colonna di Sciarra, VIII principe di Carbognano, politico e imprenditore italiano (n. 1850)
- 13 marzo - Lucille Ricksen, attrice statunitense (n. 1910)
- 14 marzo - Walter Camp, giocatore di football americano, allenatore di football americano e scrittore statunitense (n. 1859)
- 14 marzo - Giuseppe Ruggi, chirurgo italiano (n. 1844)
- 15 marzo - Georg Schreck, architetto finlandese (n. 1859)
- 16 marzo - Henri Cordier, linguista, storico e scrittore francese (n. 1849)
- 16 marzo - August von Wassermann, medico tedesco (n. 1866)
- 18 marzo - Victor Deguise, generale belga (n. 1855)
- 18 marzo - Maria Anna Donati, religiosa italiana (n. 1848)
- 18 marzo - Edward Stanley, IV barone di Alderley, nobile e politico inglese (n. 1839)
- 19 marzo - Firmin Bouisset, illustratore e litografo francese (n. 1859)
- 19 marzo - Marcel Lacour, ciclista su strada belga (n. 1890)
- 19 marzo - Nariman Narimanov, politico, scrittore e giornalista azero (n. 1870)
- 20 marzo - George Curzon, I marchese Curzon di Kedleston, politico e nobile britannico (n. 1859)
- 20 marzo - Miron Konstantinovič Vladimirov, rivoluzionario e politico russo (n. 1879)
- 21 marzo - Davide Consiglio, politico e banchiere italiano (n. 1836)
- 22 marzo - Emmanuel Barbier, presbitero, saggista e giornalista francese (n. 1851)
- 22 marzo - Marie Brema, mezzosoprano britannica (n. 1856)
- 26 marzo - Hugo Bettauer, scrittore, giornalista e sceneggiatore austriaco (n. 1872)
- 26 marzo - Cesare Fogli, storico e genealogista italiano (n. 1852)
- 27 marzo - Alberto Cioci, insegnante e scrittore italiano (n. 1867)
- 27 marzo - Carl Gottfried Neumann, matematico tedesco (n. 1832)
- 28 marzo - Guglielmo Korner, chimico tedesco (n. 1839)
- 28 marzo - Henry Rawlinson, I barone Rawlinson, generale britannico (n. 1864)
- 29 marzo - Bajram Curri, politico albanese (n. 1862)
- 30 marzo - Rudolf Steiner, esoterista e teosofo austriaco (n. 1861)
- 31 marzo - Armando Spadini, pittore italiano (n. 1883)

## Aprile(50)
- 1º aprile - Lars Jørgen Madsen, tiratore a segno danese (n. 1871)
- 1º aprile - Luigi Pigorini, archeologo e politico italiano (n. 1842)
- 2 aprile - Michael Culme-Seymour, IV Baronetto, ammiraglio inglese (n. 1867)
- 2 aprile - Giacomo Lumbroso, archeologo, storico e glottologo italiano (n. 1844)
- 2 aprile - Mauro Serafini, abate italiano (n. 1859)
- 3 aprile - Jean de Reszke, tenore e insegnante polacco (n. 1850)
- 3 aprile - Alfred de Tarde, scrittore, economista e giornalista francese (n. 1880)
- 4 aprile - Hermann Wilhelm Prell, archettaio tedesco (n. 1875)
- 4 aprile - Giovanni Rosadi, politico e avvocato italiano (n. 1862)
- 4 aprile - Walter William Rouse Ball, matematico e avvocato britannico (n. 1850)
- 6 aprile - Alexandra Kitchin, modella inglese (n. 1864)
- 6 aprile - Napoleone Papini, anarchico italiano (n. 1856)
- 7 aprile - Tichon di Mosca, monaco cristiano, arcivescovo ortodosso e santo russo (n. 1865)
- 8 aprile - Emma Curtis Hopkins, teologa e scrittrice statunitense (n. 1849)
- 8 aprile - Karl von Pflanzer-Baltin, generale austro-ungarico (n. 1855)
- 8 aprile - Mohammad Ali Shah Qajar, persiano (n. 1872)
- 10 aprile - Roger Vittoz, medico e psichiatra svizzero (n. 1863)
- 11 aprile - Hermann Paasche, statistico e politico tedesco (n. 1851)
- 11 aprile - Jan Styka, pittore polacco (n. 1858)
- 12 aprile - Johannes Lehmann-Hohenberg, geologo tedesco (n. 1851)
- 13 aprile - Malcolm Cherry, attore britannico (n. 1878)
- 13 aprile - Joseph Krautwald von Annau, generale austro-ungarico (n. 1858)
- 14 aprile - George Fawcus, calciatore e dirigente sportivo inglese (n. 1858)
- 14 aprile - Hirata Tosuke, politico giapponese (n. 1849)
- 14 aprile - Carlo Marangoni, fisico italiano (n. 1840)
- 14 aprile - Augusto Rivalta, scultore italiano (n. 1837)
- 14 aprile - Léon Thome, cavaliere francese (n. 1857)
- 15 aprile - August Endell, architetto tedesco (n. 1871)
- 15 aprile - Fritz Haarmann, serial killer tedesco (n. 1879)
- 15 aprile - John Singer Sargent, pittore statunitense (n. 1856)
- 16 aprile - Günther di Schwarzburg, principe (n. 1852)
- 16 aprile - David Powell, attore scozzese (n. 1883)
- 17 aprile - Marie-Félix-Hippolyte Lucas, pittore francese (n. 1852)
- 17 aprile - Maria Pognon, giornalista e attivista francese (n. 1844)
- 18 aprile - Enrico Carboni Boj, politico italiano (n. 1852)
- 18 aprile - Rickman Godlee, chirurgo inglese (n. 1849)
- 18 aprile - Smeraldo Zecca, politico italiano (n. 1857)
- 20 aprile - Antonio Fais, matematico e ingegnere italiano (n. 1841)
- 20 aprile - Herbert Lawford, tennista, calciatore e enciclopedista britannico (n. 1851)
- 21 aprile - Domenico Bonamico, ufficiale e ingegnere italiano (n. 1846)
- 22 aprile - André Caplet, compositore e direttore d'orchestra francese (n. 1878)
- 22 aprile - Lucy Lyttelton, nobildonna inglese (n. 1841)
- 24 aprile - Aristide Stefani, medico italiano (n. 1846)
- 25 aprile - Oskar von Kirchner, botanico tedesco (n. 1851)
- 25 aprile - Emily Mary Osborn, pittrice britannica (n. 1828)
- 25 aprile - George Stephănescu, compositore, direttore d'orchestra e docente rumeno (n. 1843)
- 26 aprile - Larry Evans, scrittore, sceneggiatore e commediografo statunitense
- 28 aprile - Louis Bouwmeester, attore olandese (n. 1842)
- 29 aprile - Albin Haller, chimico francese (n. 1849)
- 30 aprile - Guido Sampieri, fantino italiano (n. 1883)

## Maggio(52)
- 2 maggio - Vigilio Covi, ingegnere e patriota italiano (n. 1846)
- 2 maggio - Johann Palisa, astronomo austriaco (n. 1848)
- 3 maggio - Alberto Cavaciocchi, generale italiano (n. 1862)
- 3 maggio - Eugenio Griffini, orientalista italiano (n. 1878)
- 4 maggio - Courtenay Foote, attore inglese (n. 1879)
- 4 maggio - Giovanni Battista Grassi, medico, zoologo e botanico italiano (n. 1854)
- 4 maggio - Eugenia Maximilianovna di Leuchtenberg, nobile (n. 1845)
- 4 maggio - Jean Revel, scrittore francese (n. 1848)
- 5 maggio - Tomé de Barros Queirós, politico portoghese (n. 1872)
- 5 maggio - Otto Lohse, compositore e direttore d'orchestra tedesco (n. 1859)
- 5 maggio - Noè Marullo, scultore italiano (n. 1857)
- 7 maggio - Romeo Antoniazzi, liutaio italiano (n. 1862)
- 7 maggio - Auguste Pavie, diplomatico, esploratore e scrittore francese (n. 1847)
- 7 maggio - Emilio Quadrelli, scultore italiano (n. 1863)
- 7 maggio - Boris Savinkov, scrittore, rivoluzionario e politico russo (n. 1879)
- 7 maggio - Doveton Sturdee, ammiraglio britannico (n. 1859)
- 8 maggio - John George Beresford, giocatore di polo irlandese (n. 1847)
- 8 maggio - Henry Manners, VIII duca di Rutland, politico britannico (n. 1852)
- 8 maggio - John Robert Roberts, calciatore e allenatore di calcio inglese (n. 1883)
- 9 maggio - Eugenio Reffo, presbitero italiano (n. 1843)
- 10 maggio - Alexandru Marghiloman, politico rumeno (n. 1854)
- 10 maggio - William Massey, politico neozelandese (n. 1856)
- 11 maggio - Carlo Emery, entomologo italiano (n. 1848)
- 12 maggio - Léonce Bénédite, critico d'arte francese (n. 1859)
- 12 maggio - Nestor Aleksandrovič Kotljarevskij, storico della letteratura e letterato russo (n. 1863)
- 12 maggio - Amy Lowell, poetessa statunitense (n. 1874)
- 12 maggio - Charles Mangin, generale francese (n. 1866)
- 13 maggio - Ferruccio Mengaroni, ceramista italiano (n. 1875)
- 13 maggio - Alfred Milner, I visconte Milner, politico britannico (n. 1854)
- 13 maggio - John Webster, attore teatrale statunitense (n. 1879)
- 14 maggio - H. Rider Haggard, scrittore e funzionario britannico (n. 1856)
- 15 maggio - Nelson Miles, generale statunitense (n. 1839)
- 15 maggio - Georgi Kasabov Milev, poeta, critico letterario e pittore bulgaro (n. 1895)
- 17 maggio - Pasquale Clemente, politico e agronomo italiano (n. 1848)
- 19 maggio - Viking Eggeling, pittore e regista svedese (n. 1880)
- 19 maggio - Kate Stoneman, avvocata, docente e attivista statunitense (n. 1841)
- 20 maggio - Joseph Howard, politico maltese (n. 1862)
- 21 maggio - Thomas Morland, generale britannico (n. 1865)
- 21 maggio - Hidesaburō Ueno, agronomo giapponese (n. 1872)
- 22 maggio - John French, generale e nobile britannico (n. 1852)
- 22 maggio - Wilhelm Fröhner, archeologo e numismatico tedesco (n. 1834)
- 22 maggio - Henri Hébrard de Villeneuve, schermidore francese (n. 1848)
- 24 maggio - Luigi Siciliani, scrittore, politico e giornalista italiano (n. 1881)
- 27 maggio - Cirillo Manicardi, pittore italiano (n. 1856)
- 28 maggio - Arthur Gardiner Butler, entomologo, aracnologo e ornitologo britannico (n. 1844)
- 28 maggio - João Pinheiro Chagas, giornalista e politico portoghese (n. 1863)
- 28 maggio - John Edward Courtenay Bodley, saggista inglese (n. 1853)
- 28 maggio - Francisco A. de Icaza, poeta e storico messicano (n. 1863)
- 29 maggio - John Clarke, geologo e paleontologo statunitense (n. 1857)
- 30 maggio - Stefano Donaudy, compositore italiano (n. 1879)
- 30 maggio - Arthur Moeller van den Bruck, storico e scrittore tedesco (n. 1876)
- 31 maggio - Albert Mosse, giurista tedesco (n. 1846)

## Giugno(35)
- 1º giugno - Helen Barnes, attrice e ballerina statunitense (n. 1895)
- 1º giugno - Tommaso Catani, presbitero e scrittore italiano (n. 1858)
- 1º giugno - Lucien Guitry, attore teatrale francese (n. 1860)
- 1º giugno - Thomas R. Marshall, politico statunitense (n. 1854)
- 3 giugno - Camille Flammarion, astronomo, editore e divulgatore scientifico francese (n. 1842)
- 4 giugno - Gheorghe Dima, compositore romeno (n. 1847)
- 4 giugno - John Addison Fordyce, dermatologo statunitense (n. 1858)
- 5 giugno - Jules Jacot-Guillarmod, alpinista, medico e fotografo svizzero (n. 1868)
- 5 giugno - Madho Rao Scindia di Gwalior, principe e politico indiano (n. 1876)
- 6 giugno - Pierre Louÿs, poeta e scrittore francese (n. 1870)
- 9 giugno - Antony MacDonnell, I barone MacDonnell, politico irlandese (n. 1844)
- 12 giugno - Gustave Garcia, baritono italiano (n. 1837)
- 13 giugno - Théophile Homolle, archeologo, grecista e funzionario francese (n. 1848)
- 13 giugno - Paul Teste, aviatore francese (n. 1892)
- 15 giugno - Eugenio Oliveri, politico italiano (n. 1842)
- 15 giugno - Emanuel L. Philipp, politico e imprenditore statunitense (n. 1861)
- 15 giugno - Richard Teichmann, scacchista tedesco (n. 1868)
- 16 giugno - Giulio Buzenac, direttore d'orchestra italiano (n. 1858)
- 17 giugno - Arthur Christopher Benson, saggista, poeta e scrittore inglese (n. 1862)
- 17 giugno - Alfonso Lucifero, nobile, politico e scrittore italiano (n. 1853)
- 17 giugno - Anghel Saligny, ingegnere rumeno (n. 1854)
- 18 giugno - Robert M. La Follette, politico statunitense (n. 1855)
- 18 giugno - Matilde di Baviera, duchessa (n. 1843)
- 18 giugno - Luisa Mussini, pittrice, scultrice e poetessa italiana (n. 1865)
- 20 giugno - Josef Breuer, medico austriaco (n. 1842)
- 21 giugno - Salvatore Pagliaro Bordone, storico e saggista italiano (n. 1843)
- 22 giugno - Enrico De Amicis, matematico italiano (n. 1858)
- 22 giugno - Felix Klein, matematico tedesco (n. 1849)
- 23 giugno - Vladimir Nikolaevič Davydov, attore teatrale russo (n. 1849)
- 25 giugno - Francisco José Fernandes Costa, politico portoghese (n. 1867)
- 25 giugno - Mario Nevi, calciatore italiano (n. 1889)
- 27 giugno - Jakab Kauser, astista ungherese (n. 1878)
- 28 giugno - Carlo Stragliati, pittore italiano (n. 1867)
- 29 giugno - Julie Laurberg, fotografa e regista danese (n. 1856)
- 29 giugno - Sceicco Said, religioso curdo (n. 1865)

## Luglio(36)
- 1º luglio - Carlo Cattapani, giornalista, militare e artista italiano (n. 1868)
- 1º luglio - Erik Satie, compositore e pianista francese (n. 1866)
- 2 luglio - Nikolaj Dmitrievič Golicyn, politico russo (n. 1850)
- 3 luglio - Paolina di Waldeck e Pyrmont, principessa (n. 1855)
- 4 luglio - Pier Giorgio Frassati, filantropo e alpinista italiano (n. 1901)
- 5 luglio - Karl Georg Fugger von Babenhausen, principe e politico tedesco (n. 1861)
- 5 luglio - Otto Lummer, fisico tedesco (n. 1860)
- 6 luglio - Antoine Taudou, compositore, violinista e insegnante francese (n. 1846)
- 7 luglio - Ermanno Geymonat, giornalista, regista cinematografico e sceneggiatore italiano (n. 1893)
- 7 luglio - Lothar Meggendorfer, illustratore tedesco (n. 1847)
- 7 luglio - Romualdo Moscioni, fotografo italiano (n. 1849)
- 7 luglio - Tito Pasqui, agronomo e politico italiano (n. 1846)
- 8 luglio - Clarence H. White, fotografo e insegnante statunitense (n. 1871)
- 9 luglio - Giovanni Lomazzi, orafo italiano (n. 1853)
- 10 luglio - Giacomo Boni, archeologo e architetto italiano (n. 1859)
- 10 luglio - Giovanni Domenico Mayer, ingegnere italiano (n. 1868)
- 11 luglio - Isacco Mariani, pilota motociclistico italiano (n. 1892)
- 11 luglio - Rudolf Martin, antropologo tedesco (n. 1864)
- 14 luglio - Francisco Guilledo, pugile filippino (n. 1901)
- 14 luglio - Ludwig Lohner, imprenditore austriaco (n. 1858)
- 15 luglio - Aldo Netti, ingegnere e politico italiano (n. 1869)
- 17 luglio - Lovis Corinth, pittore, incisore e docente tedesco (n. 1858)
- 18 luglio - Lorenzo Cusani, militare italiano (n. 1864)
- 19 luglio - Louis Nazaire Bégin, cardinale e arcivescovo cattolico canadese (n. 1840)
- 19 luglio - Konstantin Michajlovič Tachtarev, rivoluzionario e sociologo russo (n. 1871)
- 20 luglio - René Thomas, tiratore a segno francese (n. 1865)
- 21 luglio - Giovanni Frattini, matematico italiano (n. 1852)
- 22 luglio - Max Kronert, attore tedesco
- 22 luglio - Giulio De Petra, archeologo italiano (n. 1841)
- 26 luglio - Antonio Ascari, pilota automobilistico italiano (n. 1888)
- 26 luglio - William Jennings Bryan, politico statunitense (n. 1860)
- 26 luglio - Emil Eichhorn, giornalista e politico tedesco (n. 1863)
- 26 luglio - Gottlob Frege, matematico, logico e filosofo tedesco (n. 1848)
- 28 luglio - Léon Lhermitte, pittore francese (n. 1844)
- 30 luglio - William Wynn Westcott, medico inglese (n. 1848)
- 31 luglio - Alberto Lepidi, religioso, teologo e filosofo italiano (n. 1838)

## Agosto(32)
- 2 agosto - Laura Rappoldi, pianista austriaca (n. 1853)
- 2 agosto - Evgenija Pavlovna Sokolova, ballerina russa (n. 1850)
- 4 agosto - Charles W. Clark, baritono statunitense (n. 1865)
- 4 agosto - Arthur von Gerlach, regista teatrale e regista cinematografico tedesco (n. 1876)
- 4 agosto - Carlo Viola, geologo italiano (n. 1855)
- 4 agosto - Caroline von Knorring, fotografa svedese (n. 1841)
- 5 agosto - Jennie Lee, attrice statunitense (n. 1848)
- 5 agosto - Georges Palante, sociologo, filosofo e insegnante francese (n. 1862)
- 6 agosto - Gregorio Ricci Curbastro, matematico italiano (n. 1853)
- 6 agosto - Romolo Tittoni, avvocato, dirigente d'azienda e politico italiano (n. 1849)
- 7 agosto - Carlo Busiri Vici, architetto italiano (n. 1856)
- 7 agosto - Edmond Marie Petitjean, pittore francese (n. 1844)
- 10 agosto - Ol'ga Aleksandrovna Jur'evskaja, russa (n. 1873)
- 11 agosto - James Douglas Ogilby, ittiologo e erpetologo britannico (n. 1853)
- 12 agosto - Maurizio Capuano, imprenditore italiano (n. 1865)
- 12 agosto - Léon Gustave Dehon, presbitero francese (n. 1843)
- 13 agosto - André Caillet, calciatore francese (n. 1900)
- 13 agosto - Enrico Tivaroni, magistrato e politico italiano (n. 1841)
- 14 agosto - Italo Ghersi, ingegnere e scrittore italiano (n. 1861)
- 16 agosto - Alfred Merz, oceanografo e esploratore austriaco (n. 1880)
- 17 agosto - John Hawtrey, calciatore inglese (n. 1850)
- 17 agosto - Ioan Slavici, scrittore rumeno (n. 1848)
- 18 agosto - Gaston Cyprès, calciatore francese (n. 1884)
- 20 agosto - Richard Cassirer, neurologo tedesco (n. 1868)
- 22 agosto - Zigfrīds Anna Meierovics, politico lettone (n. 1887)
- 23 agosto - Charles Pyrah, tuffatore statunitense (n. 1870)
- 23 agosto - Félix Sesúmaga, calciatore spagnolo (n. 1898)
- 25 agosto - Franz Conrad von Hötzendorf, militare austro-ungarico (n. 1852)
- 29 agosto - William Stoddard, storico e inventore statunitense (n. 1835)
- 30 agosto - Joseph Silbernik, esperantista e compositore statunitense (n. 1850)
- 31 agosto - Asclepia Gandolfo, generale italiano (n. 1864)
- 31 agosto - Ferruccio Tartuferi, medico italiano (n. 1852)

## Settembre(30)
- 1º settembre - Alan Riverstone McCulloch, ittiologo australiano (n. 1885)
- 2 settembre - Johanna Bonger, pittrice olandese (n. 1862)
- 3 settembre - Luigi Pintor, giurista e politico italiano (n. 1882)
- 4 settembre - Fozio di Alessandria, vescovo ortodosso greco (n. 1853)
- 4 settembre - Riccardo Sebellin, imprenditore, politico e dirigente sportivo italiano (n. 1847)
- 4 settembre - Morris Simmonds, medico tedesco (n. 1855)
- 4 settembre - Reginald Claypoole Vanderbilt, statunitense (n. 1880)
- 7 settembre - Camillo Mancini, ingegnere e politico italiano (n. 1857)
- 7 settembre - René Viviani, politico francese (n. 1863)
- 8 settembre - Francesco Schupfer, giurista e politico italiano (n. 1833)
- 10 settembre - Henry Fitch Taylor, pittore statunitense (n. 1853)
- 11 settembre - Gustav Kastropp, poeta e librettista tedesco (n. 1844)
- 13 settembre - Margaret G. Hays, illustratrice e fumettista statunitense (n. 1874)
- 15 settembre - Leonard Borwick, pianista inglese (n. 1868)
- 15 settembre - Giuseppe Pennella, generale italiano (n. 1864)
- 16 settembre - Leo Fall, compositore austriaco (n. 1873)
- 16 settembre - Aleksandr Aleksandrovič Fridman, cosmologo e matematico russo (n. 1888)
- 17 settembre - Emanuele Cutinelli Rendina, ammiraglio italiano (n. 1860)
- 18 settembre - Li Jingxi, politico e nobile cinese (n. 1857)
- 19 settembre - Francis Darwin, botanico britannico (n. 1848)
- 21 settembre - Michail Vasil'evič Novorusskij, rivoluzionario russo (n. 1861)
- 23 settembre - Pratap Singh di Jammu e Kashmir, principe indiano (n. 1848)
- 25 settembre - Hamao Arata, politico e educatore giapponese (n. 1849)
- 25 settembre - Charles Cottet, pittore francese (n. 1863)
- 25 settembre - Emilio Lunghi, mezzofondista e velocista italiano (n. 1886)
- 26 settembre - Ola Hansson, poeta, scrittore e critico letterario svedese (n. 1860)
- 29 settembre - Léon Bourgeois, politico francese (n. 1851)
- 29 settembre - Parfait-Louis Monteil, militare e esploratore francese (n. 1855)
- 30 settembre - Boris Vladimirovič Davydov, esploratore russo (n. 1883)
- 30 settembre - Inō Kanori, antropologo giapponese (n. 1867)

## Ottobre(35)
- 1º ottobre - Costante Gris, ingegnere e filantropo italiano (n. 1843)
- 1º ottobre - Gustav Herbig, linguista e etruscologo tedesco (n. 1868)
- 1º ottobre - Howard Taylor, velista britannico (n. 1861)
- 4 ottobre - Giovanni Becciolini, antifascista italiano (n. 1899)
- 5 ottobre - Anna Schäffer, santa tedesca (n. 1882)
- 5 ottobre - Giuseppe Viner, disegnatore, pittore e fotografo italiano (n. 1875)
- 5 ottobre - Władysław Michał Zaleski, diplomatico e patriarca cattolico polacco (n. 1852)
- 6 ottobre - Israel Abrahams, ebraista inglese (n. 1858)
- 7 ottobre - Christy Mathewson, giocatore di baseball e allenatore di baseball statunitense (n. 1880)
- 7 ottobre - Gaetano Pilati, politico italiano (n. 1881)
- 7 ottobre - Ivan Šusteršič, politico e avvocato austro-ungarico (n. 1863)
- 8 ottobre - Vincenzo Peruggia, decoratore italiano (n. 1881)
- 9 ottobre - Hugo Preuss, politico e giurista tedesco (n. 1860)
- 10 ottobre - James Buchanan Duke, imprenditore statunitense (n. 1856)
- 12 ottobre - Siegmund Breitbart, circense polacco (n. 1883)
- 13 ottobre - Giuseppe Frascara, avvocato, imprenditore e politico italiano (n. 1858)
- 14 ottobre - Eugen Sandow, culturista e atleta di forza tedesco (n. 1867)
- 15 ottobre - Paolino Taddei, politico italiano (n. 1860)
- 16 ottobre - James Sykes Gamble, botanico britannico (n. 1847)
- 16 ottobre - Max Krehan, insegnante tedesco (n. 1875)
- 16 ottobre - Christian Krohg, pittore, scrittore e giornalista norvegese (n. 1852)
- 17 ottobre - Erzsébet Korb, pittrice ungherese (n. 1899)
- 18 ottobre - Alfred Smedberg, insegnante e scrittore svedese (n. 1850)
- 20 ottobre - Arnold Robert, politico e numismatico svizzero (n. 1846)
- 24 ottobre - Jindřich Šimon Baar, scrittore e presbitero ceco (n. 1869)
- 25 ottobre - Demetrio I Cadi, vescovo cattolico e patriarca cattolico siriano (n. 1861)
- 25 ottobre - Adolf Wild von Hohenborn, generale tedesco (n. 1860)
- 26 ottobre - John Robertson Henderson, zoologo e antiquario britannico (n. 1863)
- 27 ottobre - Wilhelm Gericke, direttore d'orchestra austriaco (n. 1845)
- 27 ottobre - Hans von Mangoldt, matematico tedesco (n. 1854)
- 28 ottobre - Francesca Maria d'Orléans, duchessa francese (n. 1844)
- 29 ottobre - Thorstein Hiortdahl, chimico, mineralogista e politico norvegese (n. 1839)
- 30 ottobre - Virgilio Savini, imprenditore italiano (n. 1852)
- 31 ottobre - Michail Vasil'evič Frunze, rivoluzionario e militare sovietico (n. 1885)
- 31 ottobre - Max Linder, attore, regista e sceneggiatore francese (n. 1883)

## Novembre(51)
- 1º novembre - Lester Cuneo, attore statunitense (n. 1888)
- 1º novembre - Park Eun-shik, politico sudcoreano (n. 1859)
- 2 novembre - Carlo Compans de Brichanteau, politico e dirigente sportivo italiano (n. 1845)
- 4 novembre - Jacques Loysel, scultore francese (n. 1867)
- 5 novembre - Eugen II Jaromir Czernin von und zu Chudenitz, nobile e politico boemo (n. 1851)
- 5 novembre - John Newport Langley, fisiologo britannico (n. 1852)
- 5 novembre - Urbano Nono, scultore italiano (n. 1849)
- 6 novembre - Khải Định, imperatore vietnamita (n. 1885)
- 7 novembre - Giacomo Calleri, avvocato e politico italiano (n. 1846)
- 7 novembre - Rickard Daniel Gwydir, militare indiano (n. 1844)
- 8 novembre - Ugo Gheduzzi, pittore italiano (n. 1853)
- 10 novembre - Ernesto Marenghi, agronomo italiano (n. 1874)
- 10 novembre - John Oxley, lunghista statunitense (n. 1881)
- 11 novembre - Giuseppe Azzini, ciclista su strada italiano (n. 1891)
- 11 novembre - Angelo Berenzi, presbitero e scrittore italiano (n. 1853)
- 11 novembre - Hermann Fehling, ginecologo tedesco (n. 1847)
- 12 novembre - Donald MacKenzie, canottiere canadese (n. 1874)
- 13 novembre - Élémir Bourges, scrittore francese (n. 1852)
- 13 novembre - Maria Carola Cecchin, religiosa italiana (n. 1877)
- 14 novembre - Al W. Filson, attore statunitense (n. 1857)
- 15 novembre - Rudolf Schlechter, botanico tedesco (n. 1872)
- 16 novembre - Gerhard Hessenberg, matematico tedesco (n. 1874)
- 16 novembre - Carolina Michaëlis de Vasconcellos, filologa, critica letteraria e lessicografa prussiana (n. 1851)
- 17 novembre - Guy Rose, pittore statunitense (n. 1867)
- 18 novembre - Giuseppe Corazzin, sindacalista, politico e giornalista italiano (n. 1890)
- 18 novembre - Rodolfo Gustavo da Paixão, politico brasiliano (n. 1853)
- 18 novembre - Francis Hyde Villiers, diplomatico inglese (n. 1852)
- 19 novembre - Luisa Anzoletti, poetessa e scrittrice italiana (n. 1863)
- 19 novembre - Henri Fayol, imprenditore e ingegnere francese (n. 1841)
- 19 novembre - Georg August Schweinfurth, botanico e etnologo tedesco (n. 1836)
- 20 novembre - Alessandra di Danimarca, regina danese (n. 1844)
- 20 novembre - Paolo Cuzzetti, politico italiano (n. 1855)
- 20 novembre - Stefan Żeromski, scrittore polacco (n. 1864)
- 21 novembre - Angelo Mazzi, storico, bibliotecario e politico italiano (n. 1841)
- 21 novembre - Robert Wrenn, tennista statunitense (n. 1873)
- 22 novembre - Lorenzo Bonazzi, generale e politico italiano (n. 1848)
- 24 novembre - Francesco D'Ovidio, filologo e critico letterario italiano (n. 1849)
- 24 novembre - Paul Durrieu, storico dell'arte e medievista francese (n. 1855)
- 25 novembre - Amos Burn, scacchista inglese (n. 1848)
- 25 novembre - Giuseppina Martinuzzi, pedagogista e giornalista italiana (n. 1844)
- 25 novembre - Maxime Vuillaume, ingegnere e giornalista francese (n. 1844)
- 25 novembre - Vajiravudh, sovrano siamese (n. 1881)
- 26 novembre - Disma Marchese, vescovo cattolico italiano (n. 1844)
- 27 novembre - Giuseppe Cambiaghi, imprenditore italiano (n. 1851)
- 27 novembre - Magnus Enckell, pittore finlandese (n. 1870)
- 27 novembre - Roger de La Fresnaye, pittore francese (n. 1885)
- 28 novembre - Alberto Peratoner, chimico italiano (n. 1862)
- 28 novembre - Alfred Perot, fisico francese (n. 1863)
- 28 novembre - Giuseppe Ridolfi, arcivescovo cattolico italiano (n. 1859)
- 29 novembre - Eduardo Scarpetta, attore e commediografo italiano (n. 1853)
- 30 novembre - Antonio Maria Antoniazzi, astronomo italiano (n. 1872)

## Dicembre(57)
- 1º dicembre - Giuseppe Pedercini, dirigente sportivo italiano (n. 1856)
- 2 dicembre - Tommaso Baldini, pittore italiano (n. 1870)
- 3 dicembre - Giacomo Setaccioli, compositore italiano (n. 1868)
- 4 dicembre - Pietro Capaldo, politico italiano (n. 1845)
- 4 dicembre - Arnaldo Ferraguti, pittore, incisore e illustratore italiano (n. 1862)
- 5 dicembre - Costantino Barbella, scultore italiano (n. 1852)
- 5 dicembre - Wilhelmina Drucker, attivista olandese (n. 1847)
- 5 dicembre - Elia Fornoni, architetto e ingegnere italiano (n. 1847)
- 5 dicembre - Ernst Haeberlin, giurista e numismatico tedesco (n. 1847)
- 5 dicembre - Władysław Reymont, scrittore polacco (n. 1867)
- 7 dicembre - Felice De Stefano, ingegnere navale e dirigibilista italiano (n. 1889)
- 7 dicembre - Antonio Vallone, politico italiano (n. 1858)
- 8 dicembre - Marguerite Marsh, attrice statunitense (n. 1888)
- 9 dicembre - Eugène Gigout, compositore e organista francese (n. 1844)
- 9 dicembre - Pablo Iglesias Posse, politico e sindacalista spagnolo (n. 1850)
- 9 dicembre - Harry L. Rattenberry, attore statunitense (n. 1857)
- 9 dicembre - Herman Schalow, ornitologo tedesco (n. 1852)
- 10 dicembre - Enrico Cefalo, magistrato e politico italiano (n. 1838)
- 10 dicembre - Douglas Graham, V duca di Montrose, militare scozzese (n. 1852)
- 11 dicembre - Charles Georges Ferville-Suan, scultore francese (n. 1847)
- 11 dicembre - Yulian Michaux, schermidore russo (n. 1868)
- 13 dicembre - Nathan Edwin Brill, medico statunitense (n. 1860)
- 13 dicembre - Vittorio Fiorini, storico italiano (n. 1860)
- 13 dicembre - Antonio Maura, avvocato e politico spagnolo (n. 1853)
- 13 dicembre - Olivia Hedges-White, nobildonna e filantropa irlandese (n. 1850)
- 15 dicembre - Battling Siki, pugile francese (n. 1897)
- 15 dicembre - Dolores Medina Martinez Zepeda, religiosa messicana (n. 1860)
- 16 dicembre - Maurice Lecoq, tiratore a segno francese (n. 1854)
- 17 dicembre - Paola Pezzaglia, attrice italiana (n. 1886)
- 18 dicembre - Filippo Savorgnan di Brazzà, politico italiano (n. 1842)
- 19 dicembre - Elizabeth Phillips Hughes, educatrice britannica (n. 1851)
- 19 dicembre - Basilio Magni, letterato, storico dell'arte e giurista italiano (n. 1831)
- 19 dicembre - Teresa di Baviera, principessa (n. 1850)
- 20 dicembre - Edward Sylvester Morse, zoologo e archeologo statunitense (n. 1838)
- 20 dicembre - Albert Chevallier Tayler, pittore inglese (n. 1862)
- 21 dicembre - Jules Méline, politico francese (n. 1838)
- 22 dicembre - Ersilia Caetani Lovatelli, archeologa italiana (n. 1840)
- 22 dicembre - Ernesto d'Assia-Philippsthal, nobile (n. 1846)
- 22 dicembre - Alice Heine, nobildonna (n. 1858)
- 24 dicembre - Francesco Confalonieri, scultore italiano (n. 1850)
- 24 dicembre - Luigi Torrigiani, avvocato, imprenditore e politico italiano (n. 1846)
- 24 dicembre - Luigi Zuccari, generale e politico italiano (n. 1847)
- 25 dicembre - Karl Abraham, psichiatra e psicoanalista tedesco (n. 1875)
- 25 dicembre - Ester Rachel Kamińska, attrice polacca (n. 1870)
- 25 dicembre - Celso Pellizzari, medico italiano (n. 1851)
- 26 dicembre - Jan Letzel, architetto ceco (n. 1880)
- 26 dicembre - Guido Menasci, librettista, letterato e giornalista italiano (n. 1867)
- 27 dicembre - Emilio Franchi Maggi, ingegnere e politico italiano (n. 1852)
- 27 dicembre - Wesley Harding, calciatore inglese (n. 1893)
- 28 dicembre - Louisa Aldrich-Blake, medico inglese (n. 1865)
- 28 dicembre - Sergej Aleksandrovič Esenin, poeta russo (n. 1895)
- 29 dicembre - Anna Kuliscioff, rivoluzionaria, medica e giornalista russa (n. 1855)
- 29 dicembre - Félix Vallotton, pittore svizzero (n. 1865)
- 29 dicembre - Xu Shuzheng, generale cinese (n. 1880)
- 30 dicembre - Jimmy Forrest, calciatore inglese (n. 1864)
- 31 dicembre - J. Gordon Edwards, regista e sceneggiatore canadese (n. 1867)
- 31 dicembre - Ernst Ehlers, zoologo tedesco (n. 1835)

## Senza giorno specificato(64)
- Ellen Andrée, attrice teatrale francese (n. 1857)
- Guido Banti, patologo italiano (n. 1852)
- Gustav Behrend, dermatologo tedesco (n. 1847)
- Achille Bertelli, farmacista, imprenditore e pioniere dell'aviazione italiano (n. 1855)
- Giuseppe Bortignoni il Giovane, pittore italiano
- Gerolamo Bortotti, scultore italiano
- Johan August Brinell, ingegnere svedese (n. 1849)
- Garibaldi Burba, architetto italiano
- Giovanni Cairo, pubblicista, scrittore e tipografo italiano (n. 1866)
- Naborre Campanini, letterato e scrittore italiano (n. 1850)
- Ferruccio Capuzzo, militare e aviatore italiano (n. 1892)
- Paolo Carucci, storico italiano (n. 1842)
- Nazzareno Cipriani, pittore italiano (n. 1843)
- Giovanni Crupi, fotografo italiano (n. 1861)
- Dat So La Lee, artista statunitense (n. 1829)
- Deskaheh, nativo americano (n. 1873)
- Walter Dieckmann, chimico tedesco (n. 1869)
- Viktor von Ebner, anatomista austriaco (n. 1842)
- John Esslemont, britannico (n. 1874)
- Pedro Esteve, anarchico, giornalista e editore spagnolo (n. 1865)
- Percy Fawcett, militare, archeologo e esploratore britannico (n. 1867)
- Oscar Frithiof Nordquist, esploratore, geografo e scienziato finlandese (n. 1858)
- Giacinto Garaffi, fotografo italiano (n. 1843)
- François Garas, architetto francese (n. 1866)
- Angelo Gaslini, imprenditore italiano (n. 1841)
- Fortunato Gori, scultore italiano
- Fernand Herrmann, attore francese (n. 1886)
- William Francis Hillebrand, chimico statunitense (n. 1853)
- Giuseppe Kaschmann, baritono italiano (n. 1850)
- Lucy Kennedy, pittrice britannica (n. 1860)
- Jean-Jacques Kieffer, naturalista, botanico e entomologo francese (n. 1857)
- Harry John Lawson, progettista e imprenditore britannico (n. 1852)
- George Somes Layard, avvocato, giornalista e letterato inglese (n. 1857)
- Edward Tucker Leeke, presbitero britannico (n. 1842)
- Jan Hendrik Leopold, poeta olandese (n. 1865)
- Stefano Lombardi, generale italiano (n. 1862)
- Charles Marty, schermidore francese (n. 1865)
- Jean Massart, biologo belga (n. 1865)
- Llorenç Matamala, scultore spagnolo (n. 1856)
- Luigi Mazzocchi, ingegnere italiano (n. 1844)
- Vincenzo Melchiorre, orafo, imprenditore e gioielliere italiano (n. 1845)
- Vittorio Menzinger, prefetto e avvocato italiano (n. 1861)
- Christian Michelsen, politico norvegese (n. 1857)
- Andreas Moser, violinista, insegnante e musicologo austriaco (n. 1859)
- Mulay Ahmad al-Raysuni, condottiero marocchino (n. 1871)
- Ivan Fëdorovič Okladskij, operaio russo (n. 1859)
- Pierre Perrier, tiratore a volo francese
- Teofilo Petriella, politico e antifascista italiano (n. 1878)
- Ciro Punzo, pittore italiano (n. 1850)
- René Quinton, fisiologo e biologo francese (n. 1866)
- Raffaele Ragione, pittore italiano (n. 1851)
- Edoardo Ravazza, generale italiano (n. 1863)
- Enrique Santos, regista spagnolo (n. 1883)
- Antonino Sciascia, medico e scienziato italiano (n. 1839)
- Jan Štursa, scultore ceco (n. 1880)
- Otto Wilhelm Thomé, botanico, illustratore e pedagogo tedesco (n. 1840)
- William Hamo Thornycroft, scultore inglese (n. 1850)
- Giuseppe Venturi, generale italiano (n. 1854)
- Hedda Vernon, attrice, sceneggiatrice e produttrice cinematografica tedesca (n. 1886)
- Antonio Verri, geologo e paleontologo italiano (n. 1839)
- Joseph Vickers De Ville, pittore inglese (n. 1856)
- Philogène Auguste Galilée Wytsman, entomologo, ornitologo e editore belga (n. 1866)
- Ann Eliza Young, statunitense (n. 1844)
- Heinrich von Angeli, pittore austriaco (n. 1840)